# SV Breinig
Der SV Breinig (vollständiger Name: Spielverein 1910 Breinig Breinigerberg e. V.) ist ein Sportverein aus dem Stolberger Stadtteil Breinig. Die erste Fußballmannschaft der Männer spielte in der Saison 2015/16 und von 2017 bis 2022 in der Mittelrheinliga. Neben Fußball bietet der Verein auch Tischtennis an.

## Geschichte
Der Verein wurde im Jahre 1910 als FC Victoria Breinig gegründet, der im Frühjahr 1919 den Namen SV Breinig annahm. In den frühen 1930er Jahren spielten die Breiniger in der drittklassigen 2. Bezirksklasse Rhein. Nach dem Ende des Zweiten Weltkrieges nahm der Verein ab 1948 am Spielbetrieb der 2. Kreisklasse teil und pendelte in den folgenden Jahrzehnten zwischen 1. und 2. Kreisklasse. 1973 gelang erstmals der Aufstieg in die Bezirksklasse, die bis 1977 gehalten werden konnte. Zwei Jahre später gelang der Wiederaufstieg.
In der nunmehr Bezirksliga genannten Spielklasse wurden die Breiniger 1986 und 1989 jeweils Vizemeister, bevor die Mannschaft 1994 wieder runter in die Kreisliga A musste. Dem sofortigen Wiederaufstieg folgt in der Saison 1995/96 der Durchmarsch in die Landesliga. Der Klassenerhalt misslingt, jedoch schaffte die Mannschaft in der folgenden Spielzeit 1997/98 der direkte Wiederaufstieg. Zurück in der Landesliga wurde die Mannschaft 2005 und 2006 jeweils Dritter, bevor das Team ins Mittelmaß zurückfiel. Im Jahre 2015 wurden die Breiniger Vizemeister hinter der Spvg Wesseling-Urfeld und stiegen erstmals in die Mittelrheinliga auf. Nach nur einem Jahr folgte der direkte Wiederabstieg, dem 2017 der erneute Aufstieg folgte.
Am 17. Juni 2021 wurde auf einer Mitgliederversammlung die Verschmelzung des SV Breinig und der FC Breinigerberg zum Spielverein 1910 Breinig Breinigerberg beschlossen. Ein Jahr später stieg die Mannschaft wieder in die Landesliga ab.

## Persönlichkeiten
- Egidius Braun
- Kai Michalke
- Abdulkadir Özgen
- Björn Rother